# Edizioni di Ballando con le stelle
Questa voce elenca tutte le edizioni del programma televisivo Ballando con le stelle.

## Prima edizione
La prima edizione, condotta da Milly Carlucci con Paolo Belli, è andata in onda dall'8 gennaio al 26 febbraio 2005.
Vincitori: Hoara Borselli e Simone Di Pasquale

### Podio
- 1. Hoara Borselli e Simone Di Pasquale
- 2. Francesco Salvi e Natalia Titova
- 3. Gianni Ippoliti e Valentina Vincenzi
- 4. Igor Cassina e Denise Abrate

### Giuria
- Roberto Flemack (ballerino)
- Heather Parisi (ballerina)
- Amanda Lear (cantante e attrice)
- Guillermo Mariotto (stilista)

Inoltre, è presente un presidente d'eccezione che varia per ogni puntata.

## Seconda edizione
La seconda edizione, di nuovo condotta da Milly Carlucci con Paolo Belli, è andata in onda dal 17 settembre al 26 novembre 2005.
Vincitori: Cristina Chiabotto e Raimondo Todaro

### Podio
- 1. Cristina Chiabotto e Raimondo Todaro
- 2. Loredana Cannata e Samuel Peron
- 3. Vincenzo Peluso e Natalia Titova
- 4. Fabio Fulco e Claudia Nicolussi
- 5. Stefano Masciarelli e Francesca Vispi

### Giuria
- Roberto Flemack (ballerino)
- Heather Parisi (ballerina)
- Amanda Lear (cantante e attrice)
- Guillermo Mariotto (stilista)

Inoltre, è presente un presidente d'eccezione che varia per ogni puntata.

### Coppa dei Campioni
Al termine dell'edizione si è svolta anche una seconda fase che ha visto gareggiare le migliori quattro coppie delle prime due edizioni del programma suddivise in due squadre, quella rossa (prima edizione) e quella azzurra (seconda edizione). Questa parte è andata in onda dal 3 dicembre 2005 del 6 gennaio 2006.

### Coppie
- Cristina Chiabotto e Raimondo Todaro
- Hoara Borselli e Simone Di Pasquale
- Loredana Cannata e Samuel Peron
- Vincenzo Peluso e Natalia Titova
- Francesco Salvi e Angela Panico
- Fabio Fulco e Claudia Nicolussi
- Gianni Ippoliti e Valentina Vincenzi
- Igor Cassina e Denise Abrate

Vincitori: Cristina Chiaobotto e Raimondo Todaro

## Terza edizione
La terza edizione, sempre condotta da Milly Carlucci con Paolo Belli, è andata in onda dal 16 settembre al 2 dicembre 2006.
Vincitori: Fiona May e Raimondo Todaro

### Podio
- 1. Fiona May e Raimondo Todaro
- 2. Pamela Camassa e Angelo Madonia
- 3. Antonio Cupo e Giada Giacomoni
- 4. Martina Pinto e Umberto Gaudino
- 5. Massimiliano Rosolino e Natalia Titova

### Giuria
- Espen Salberg (esperto di danze latino-americane)
- Ivan Zazzaroni (giornalista)
- Lina Wertmüller (regista)
- Guillermo Mariotto (stilista)

Inoltre, è presente un presidente d'eccezione che varia per ogni puntata.

### Supercoppa
Come nell'anno precedente, dopo il termine dell’edizione si è svolta, dal 9 dicembre 2006 al 6 gennaio 2007, la Coppa dei Campioni, che quest'anno ha preso l'appellativo di Supercoppa, durante la quale hanno nuovamente gareggiato le migliori quattro coppie dell'edizione appena conclusa e le migliori quattro di quelle passate.
Vincitori: Martina Pinto e Umberto Gaudino

## Quarta edizione
La quarta edizione, sempre condotta da Milly Carlucci con Paolo Belli, è andata in onda dal 29 settembre al 23 novembre 2007.
Vincitori: Maria Elena Vandone e Samuel Peron

### Podio
- 1. Maria Elena Vandone e Samuel Peron
- 2. Anna Falchi e Stefano Di Filippo
- 3. Ivan Zazzaroni e Natalia Titova
- 4. Gabriele Cirilli e Vicky Martin
- 5. Irene Pivetti e Mauro Rossi

### Giuria
- Amanda Lear (cantante e attrice)
- Fabio Canino (conduttore radiofonico)
- Carolyn Smith (coreografa, presidente di giuria fisso)
- Lamberto Sposini (giornalista)
- Guillermo Mariotto (stilista)

## Quinta edizione
La quinta edizione, sempre condotta da Milly Carlucci con Paolo Belli, è andata in onda dal 10 gennaio al 21 marzo 2009.
Vincitori: Emanuele Filiberto di Savoia e Natalia Titova

### Podio
- 1. Emanuele Filiberto di Savoia e Natalia Titova
- 2. Andrea Montovoli e Ola Karieva
- 3. Alessio Di Clemente e Alessandra Mason
- 4. Stefano Bettarini e Samanta Togni
- 5. Emanuela Aureli e Roberto Imperatori

### Altri premi
- Premio speciale a Maurizio Aiello e Sara Di Vaira per aver disputato il maggior numero di spareggi
- Premio Miglior coppia consegnato a Stefano Bettarini e Samanta Togni
- Premio Tango consegnato ad Alessio Di Clemente e Alessandra Mason
- Premio Jive consegnato a Stefano Bettarini e Samanta Togni

### Giuria
- Ivan Zazzaroni (giornalista sportivo)
- Fabio Canino (conduttore radiofonico)
- Carolyn Smith (coreografa)
- Lamberto Sposini (giornalista)
- Guillermo Mariotto (stilista)

## Sesta edizione
La sesta edizione, sempre condotta da Milly Carlucci con Paolo Belli, è andata in onda dal 9 gennaio al 20 marzo 2010.
Vincitori: Veronica Olivier e Raimondo Todaro

### Podio
- 1. Veronica Olivier e Raimondo Todaro
- 2. Ronn Moss e Sara Di Vaira
- 3. Barbara De Rossi e Simone Di Pasquale
- 4. Benedetta Valanzano e Dima Pakhomov
- 5. Stefano Masciolini e Alessandra Mason

### Altri premi
- Trofeo Maurizio Aiello consegnato a Margherita Granbassi e Stefano Di Filippo per aver disputato il maggior numero di spareggi
- Premio Miglior Charleston consegnato a Barbara De Rossi e Simone Di Pasquale

### Giuria
- Ivan Zazzaroni (giornalista sportivo)
- Fabio Canino (conduttore radiofonico)
- Carolyn Smith (coreografa)
- Lamberto Sposini (giornalista)
- Guillermo Mariotto (stilista)

Nota: Fabio Canino viene sostituito dalla produttrice cinematografica Rita Rusić nelle puntate del 6 febbraio e 6 marzo 2010.

## Settima edizione
La settima edizione, sempre condotta da Milly Carlucci con Paolo Belli, è andata in onda dal 26 febbraio al 23 aprile 2011.
Vincitori: Kaspar Capparoni e Yulia Musikhina

### Podio
- 1. Kaspar Capparoni e Yulia Musikhina
- 2. Sara Santostasi e Umberto Gaudino
- 3. Bruno Cabrerizo e Ola Karieva
- 3. Vittoria Belvedere e Stefano Di Filippo
- 5. Christian Panucci e Agnese Junkure
- 6. Gedeon Burkhard e Samanta Togni

### Altri premi
- Trofeo Maurizio Aiello consegnato ex aequo a Bruno Cabrerizo e Ola Karieva ed a Christian Panucci e Agnese Junkure come coppie aventi disputato più spareggi
- Targa Paolo Rossi consegnata a Paolo Rossi e Vicky Martin per l'esibizione più emozionante
- Premio Miglior Boogie Woogie consegnato a Kaspar Capparoni e Yulia Musikhina

### Giuria
- Ivan Zazzaroni (giornalista sportivo)
- Fabio Canino (conduttore radiofonico)
- Carolyn Smith (coreografa)
- Lamberto Sposini (giornalista)
- Guillermo Mariotto (stilista)

Nota: Ivan Zazzaroni viene sostituito dallo sportivo Stefano Pantano nella puntata del 23 aprile 2011, mentre Lamberto Sposini, colpito da una grave emorragia cerebrale nel pomeriggio del 29 aprile, non partecipa alla puntata finale del 30 aprile 2011.

## Ottava edizione
L'ottava edizione, sempre condotta da Milly Carlucci con Paolo Belli. è andata in onda dal 7 gennaio al 17 marzo 2012. 
Vincitori: Andrés Gil e Anastasia Kuzmina

### Podio
- 1. Andrés Gil e Anastasia Kuzmina
- 2. Marco Delvecchio e Sara Di Vaira
- 3. Anna Tatangelo e Stefano Di Filippo
- 3. Ria Antōniou e Raimondo Todaro
- 5. Bobo Vieri e Natalia Titova
- 6. Lucrezia Lante della Rovere e Simone Di Pasquale

### Altri premi
- Trofeo Maurizio Aiello consegnato a Lucrezia Lante della Rovere e Simone Di Pasquale per aver disputato il maggior numero di spareggi
- Targa Paolo Rossi consegnata a Thomas Degasperi e Natalja Maidiuk per l'esibizione più emozionante
- Premio Miglior Boogie Woogie consegnato ad Anna Tatangelo e Stefano Di Filippo

### Giuria
- Ivan Zazzaroni (giornalista sportivo)
- Fabio Canino (conduttore radiofonico)
- Carolyn Smith (coreografa)
- Guillermo Mariotto (stilista)

## Nona edizione
Dopo una stagione televisiva di assenza, il programma, sempre condotto da Milly Carlucci con Paolo Belli, è tornato con la nona edizione, andata in onda dal 5 ottobre al 7 dicembre 2013.  
Vincitori: Elisa Di Francisca e Raimondo Todaro

### Podio
- 1. Elisa Di Francisca e Raimondo Todaro
- 2. Amaurys Pérez e Veera Kinnunen
- 3. Francesca Testasecca e Stefano Oradei
- 4. Roberto Farnesi e Samanta Togni
- 4. Lorenzo Flaherty e Natalia Titova
- 4. Lea T e Simone Di Pasquale

### Altri premi
- Trofeo Maurizio Aiello consegnato a Gigi Mastrangelo e Sara Di Vaira per aver disputato il maggior numero di spareggi
- Targa Paolo Rossi consegnata ad Amaurys Pérez e Veera Kinnunen per l'esibizione più emozionante
- Premio Miglior Boogie Woogie consegnato a Francesca Testasecca e Stefano Oradei

### Giuria
- Ivan Zazzaroni (giornalista sportivo)
- Fabio Canino (conduttore radiofonico)
- Carolyn Smith (coreografa)
- Rafael Amargo (ballerino e coreografo)[1] - sostituito da Arrigo Sacchi (ex allenatore di calcio) nella settima puntata
- Guillermo Mariotto (stilista)

## Decima edizione
La decima edizione, sempre condotta da Milly Carlucci con Paolo Belli, è andata in onda dal 4 ottobre al 6 dicembre 2014.
Vincitori: Giusy Versace e Raimondo Todaro

### Podio
- 1. Giusy Versace e Raimondo Todaro
- 2. Andrew Howe e Sara Di Vaira
- 3. Giulio Berruti e Samanta Togni
- 3. Giorgia Surina e Maykel Fonts
- 5. Valerio Aspromonte ed Ekaterina Vaganova

### Altri premi
- Trofeo Maurizio Aiello consegnato a Giorgia Surina e Maykel Fonts per aver disputato il maggior numero di spareggi
- Targa Paolo Rossi consegnata a Giorgio Albertazzi ed Elena Coniglio per l'esibizione più emozionante
- Premio Miglior Boogie Woogie consegnato a Giulio Berruti e Samanta Togni

### Giuria
- Ivan Zazzaroni (giornalista sportivo)
- Fabio Canino (conduttore radiofonico)
- Carolyn Smith (coreografa)
- Rafael Amargo (ballerino e coreografo)
- Guillermo Mariotto (stilista)

## Undicesima edizione
L'undicesima edizione, sempre condotta da Milly Carlucci con Paolo Belli, è andata in onda dal 20 febbraio al 23 aprile 2016.
Vincitori: Iago García e Samanta Togni

### Podio
- 1. Iago García e Samanta Togni
- 2. Michele Morrone ed Ekaterina Vaganova
- 3. Rita Pavone e Simone Di Pasquale
- 3. Luca Sguazzini e Veera Kinnunen
- 5. Daniel Nilsson e Valeria Belozerova
- 5. Nicole Orlando e Stefano Oradei

### Altri premi
- Trofeo Maurizio Aiello consegnato a Margareth Madè e Samuel Peron per aver disputato il maggior numero di spareggi
- Targa Paolo Rossi consegnata a Rita Pavone e Simone Di Pasquale per il percorso più emozionante
- Premio speciale della Giuria consegnato a Luca Sguazzini e Veera Kinnunen per le coreografie più originali

### Giuria
- Ivan Zazzaroni (giornalista sportivo)
- Fabio Canino (conduttore radiofonico)
- Carolyn Smith (coreografa)
- Selvaggia Lucarelli (giornalista)
- Guillermo Mariotto (stilista)

## Dodicesima edizione
La dodicesima edizione, sempre condotta da Milly Carlucci con Paolo Belli, è andata in onda dal 25 febbraio al 29 aprile 2017.
Vincitori: Oney Tapia e Veera Kinnunen

### Podio
- 1. Oney Tapia e Veera Kinnunen
- 2. Fabio Basile e Anastasia Kuzmina
- 3. Xenya e Raimondo Todaro
- 3. Martina Stella e Samuel Peron
- 5. Simone Montedoro e Alessandra Tripoli
- 5. Antonio Palmese e Samanta Togni

### Altri premi
- Trofeo Maurizio Aiello consegnato a Martín Castrogiovanni e Sara di Vaira per aver disputato il maggior numero di spareggi
- Premio Emozione consegnato a Xenya e Raimondo Todaro per il ballo di Xenya col fratello, esibizione più emozionante
- Premio speciale della Giuria consegnato a Simone Montedoro e Alessandra Tripoli per l'esibizione più originale

### Giuria
- Ivan Zazzaroni (giornalista sportivo)
- Fabio Canino (conduttore radiofonico)
- Carolyn Smith (coreografa)
- Selvaggia Lucarelli (giornalista, sostituita nell'ultima puntata da Morgan, cantautore e polistrumentista)
- Guillermo Mariotto (stilista)

## Tredicesima edizione
La tredicesima edizione, sempre condotta da Milly Carlucci con Paolo Belli, è andata in onda dal 10 marzo al 19 maggio 2018.
Vincitori: Cesare Bocci e Alessandra Tripoli

### Podio
- 1. Cesare Bocci e Alessandra Tripoli
- 2. Francisco Porcella e Anastasia Kuzmina
- 3. Gessica Notaro e Stefano Oradei
- 3. Giaro Giarratana e Lucrezia Lando
- 5. Giovanni Ciacci e Raimondo Todaro
- 5. Nathalie Guetta e Simone Di Pasquale

### Altri premi
- Trofeo Maurizio Aiello consegnato ad Akash Kumar e Veera Kinnunen per aver disputato il maggior numero di spareggi
- Targa Paolo Rossi consegnato a Nathalie Guetta e Simone Di Pasquale per l'esibizione più emozionante
- Premio speciale della Giuria consegnato a Giaro Giarratana e Lucrezia Lando per l'esibizione più originale
- Premio Campioni Social consegnato a Giovanni Ciacci e Raimondo Todaro per aver vinto il tesoretto social per il maggior numero di puntate

### Giuria
- Ivan Zazzaroni (giornalista sportivo)
- Fabio Canino (conduttore radiofonico)
- Carolyn Smith (coreografa)
- Selvaggia Lucarelli (giornalista)
- Guillermo Mariotto (stilista)

## Quattordicesima edizione
La quattordicesima edizione, sempre condotta da Milly Carlucci con Paolo Belli, è andata in onda dal 30 marzo al 31 maggio 2019.
Vincitori: Lasse Matberg e Sara Di Vaira

### Podio
- 1. Lasse Matberg e Sara Di Vaira
- 2. Ettore Bassi e Alessandra Tripoli
- 3. Milena Vukotic e Simone Di Pasquale
- 3. Dani Osvaldo e Veera Kinnunen
- 5. Nunzia De Girolamo e Raimondo Todaro
- 5. Angelo Russo e Anastasia Kuzmina

### Altri premi
- Trofeo Maurizio Aiello consegnato a Marzia Roncacci e Samuel Peron per avere disputato il maggior numero di spareggi
- Targa Paolo Rossi consegnata ad Ettore Bassi e Alessandra Tripoli per l'esibizione più emozionante
- Premio speciale della Giuria consegnato a Milena Vukotic e Simone Di Pasquale

### Giuria
- Ivan Zazzaroni (giornalista sportivo)
- Fabio Canino (conduttore radiofonico)
- Carolyn Smith (coreografa)
- Selvaggia Lucarelli (giornalista)
- Guillermo Mariotto (stilista)

## Quindicesima edizione
La quindicesima edizione, sempre condotta da Milly Carlucci con Paolo Belli e inizialmente prevista per la primavera del 2020, è stata rimandata a causa della pandemia del COVID-19, andando poi in onda dal 19 settembre al 21 novembre 2020. Novità di questa edizione sono l'introduzione dei “tribuni” e la votazione dei concorrenti da parte del pubblico tramite i social (Facebook, Instagram e Twitter) e non più tramite televoto.
Vincitori: Gilles Rocca e Lucrezia Lando

### Podio
- 1. Gilles Rocca e Lucrezia Lando
- 2. Paolo Conticini e Veera Kinnunen
- 3. Alessandra Mussolini e Maykel Fonts
- 4. Daniele Scardina e Anastasia Kuzmina
- 4. Costantino della Gherardesca e Sara Di Vaira
- 4. Elisa Isoardi e Raimondo Todaro
- 7. Tullio Solenghi e Maria Ermachkova

### Altri premi
- Trofeo Maurizio Aiello consegnato ex aequo ad Antonio Catalani e Tove Villför ed a Vittoria Schisano e Marco De Angelis per avere disputato il maggior numero di spareggi
- Targa Paolo Rossi consegnata a Daniele Scardina e Anastasia Kuzmina per l'esibizione più emozionante
- Premio speciale della Giuria consegnato a Daniele Scardina e Anastasia Kuzmina

### Giuria
- Ivan Zazzaroni
- Fabio Canino
- Carolyn Smith
- Selvaggia Lucarelli
- Guillermo Mariotto

### Tribuni
- Gianni Ippoliti
- Antonio Razzi
- Rossella Erra (ambasciatrice del pubblico)

## Sedicesima edizione
La sedicesima edizione, sempre condotta da Milly Carlucci con Paolo Belli, è andata in onda dal 16 ottobre al 18 dicembre 2021.
Vincitori: Arisa e Vito Coppola

### Podio
- 1. Arisa e Vito Coppola
- 2. Bianca Gascoigne e Simone Di Pasquale
- 3. Morgan e Alessandra Tripoli
- 3. Sabrina Salerno e Samuel Peron
- 5. Federico Lauri e Anastasia Kuzmina
- 5. Valeria Fabrizi e Giordano Filippo

### Altri premi
- Trofeo Maurizio Aiello consegnato ad Alvise Rigo e Tove Villför per avere disputato il maggior numero di spareggi
- Targa Paolo Rossi consegnata a Valeria Fabrizi e Giordano Filippo per l'esibizione più emozionante
- Premio speciale della Giuria consegnato a Sabrina Salerno e Samuel Peron
- Premio Galante per la sportività consegnato a Fabio Galante e Giada Lini

### Giuria
- Ivan Zazzaroni
- Fabio Canino
- Carolyn Smith
- Selvaggia Lucarelli
- Guillermo Mariotto

### Tribuni
- Rossella Erra (ambasciatrice del pubblico)
- Alessandra Mussolini

Il cast ufficiale è stato annunciato il 23 settembre 2021 da Milly Carlucci ospite a La vita in diretta, condotto da Alberto Matano.

## Diciassettesima edizione
La diciassettesima edizione, sempre condotta da Milly Carlucci con Paolo Belli, è andata in onda dall'8 ottobre al 23 dicembre 2022.
Vincitori: Luisella Costamagna e Pasquale La Rocca

### Podio
- 1. Luisella Costamagna e Pasquale La Rocca
- 2. Alessandro Egger e Tove Villför
- 3. Ema Stokholma e Angelo Madonia
- 4. Alex Di Giorgio e Moreno Porcu
- 4. Rosanna Banfi e Simone Casula
- 4. Iva Zanicchi e Samuel Peron

### Altri premi
- Trofeo Maurizio Aiello consegnato a Dario Cassini e Lucrezia Lando per avere disputato il maggior numero di spareggi
- Targa Paolo Rossi consegnata a Gabriel Garko e Giada Lini per l'esibizione più emozionante
- Premio speciale della Giuria consegnato a Gabriel Garko e Giada Lini

### Giuria
- Ivan Zazzaroni
- Fabio Canino
- Carolyn Smith
- Selvaggia Lucarelli
- Guillermo Mariotto

### Tribuni
- Rossella Erra (ambasciatrice del pubblico)
- Simone Di Pasquale
- Sara Di Vaira

## Diciottesima edizione
La diciottesima edizione, sempre condotta da Milly Carlucci con Paolo Belli, è andata in onda dal 21 ottobre al 23 dicembre 2023. 
Vincitori: Wanda Nara e Pasquale La Rocca

### Podio
- 1. Wanda Nara e Pasquale La Rocca
- 2. Simona Ventura e Samuel Peron
- 3. Teo Mammucari e Anastasia Kuzmina
- 3. Lorenzo Tano e Lucrezia Lando
- 5. Sara Croce e Luca Favilla
- 5. Giovanni Terzi e Giada Lini
- 5. Rosanna Lambertucci e Simone Casula

### Altri premi
- Trofeo Maurizio Aiello consegnato a Giovanni Terzi e Giada Lini per avere disputato il maggior numero di spareggi
- Targa Paolo Rossi consegnata a Simona Ventura e Samuel Peron per l'esibizione più emozionante
- Premio speciale della Giuria consegnato a Wanda Nara e Pasquale La Rocca

### Giuria
- Ivan Zazzaroni
- Fabio Canino
- Carolyn Smith
- Selvaggia Lucarelli
- Guillermo Mariotto

### Tribuni
- Rossella Erra (ambasciatrice del pubblico)
- Simone Di Pasquale
- Sara Di Vaira

## Diciannovesima edizione
La diciannovesima edizione, sempre condotta da Milly Carlucci con Paolo Belli, è andata in onda dal 28 settembre al 21 dicembre 2024.
Vincitori: Bianca Guaccero e Giovanni Pernice

### Podio
- 1. Bianca Guaccero e Giovanni Pernice
- 2. Federica Pellegrini e Pasquale La Rocca
- 3. Federica Nargi e Luca Favilla
- 4. Anna Lou Castoldi e Nikita Perotti
- 4. Tommaso Marini e Sophia Berto
- 4. Luca Barbareschi e Alessandra Tripoli

### Altri premi
- Trofeo Maurizio Aiello consegnato a Sonia Bruganelli e Carlo Aloia per avere disputato il maggior numero di spareggi
- Targa Paolo Rossi consegnata ex aequo a Federica Pellegrini e Pasquale La Rocca ed a Luca Barbareschi e Alessandra Tripoli per l'esibizione più emozionante
- Premio speciale della Giuria consegnato ex aequo a Bianca Guaccero e Giovanni Pernice ed a Federica Nargi e Luca Favilla

### Giuria
- Ivan Zazzaroni
- Fabio Canino
- Carolyn Smith
- Selvaggia Lucarelli
- Guillermo Mariotto (non presente nell’ultima puntata di stagione)

### Tribuni
- Rossella Erra (ambasciatrice del pubblico)
- Simone Di Pasquale
- Sara Di Vaira